# ツール・ド・ソル

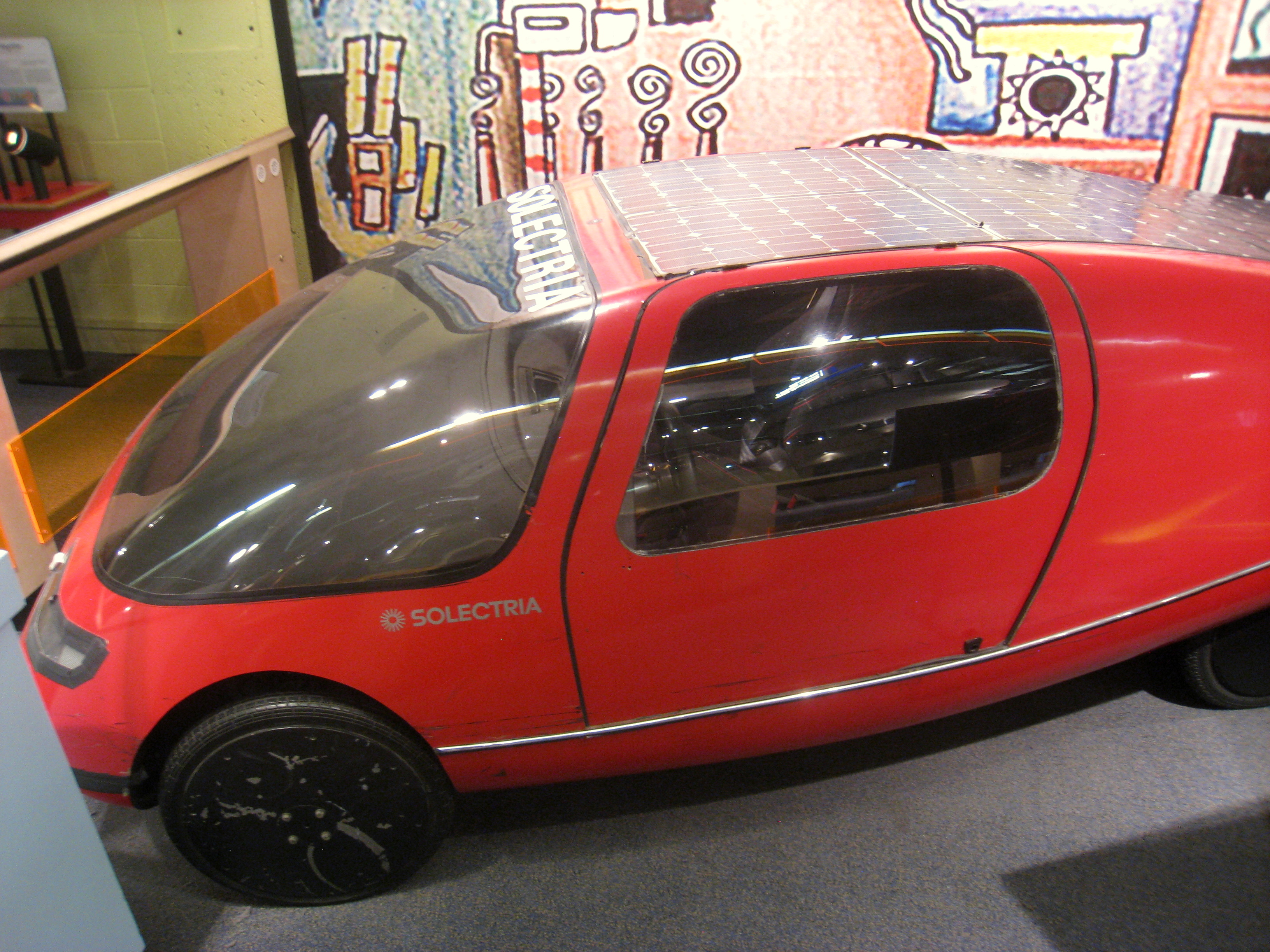
当時出場したソーラーカー

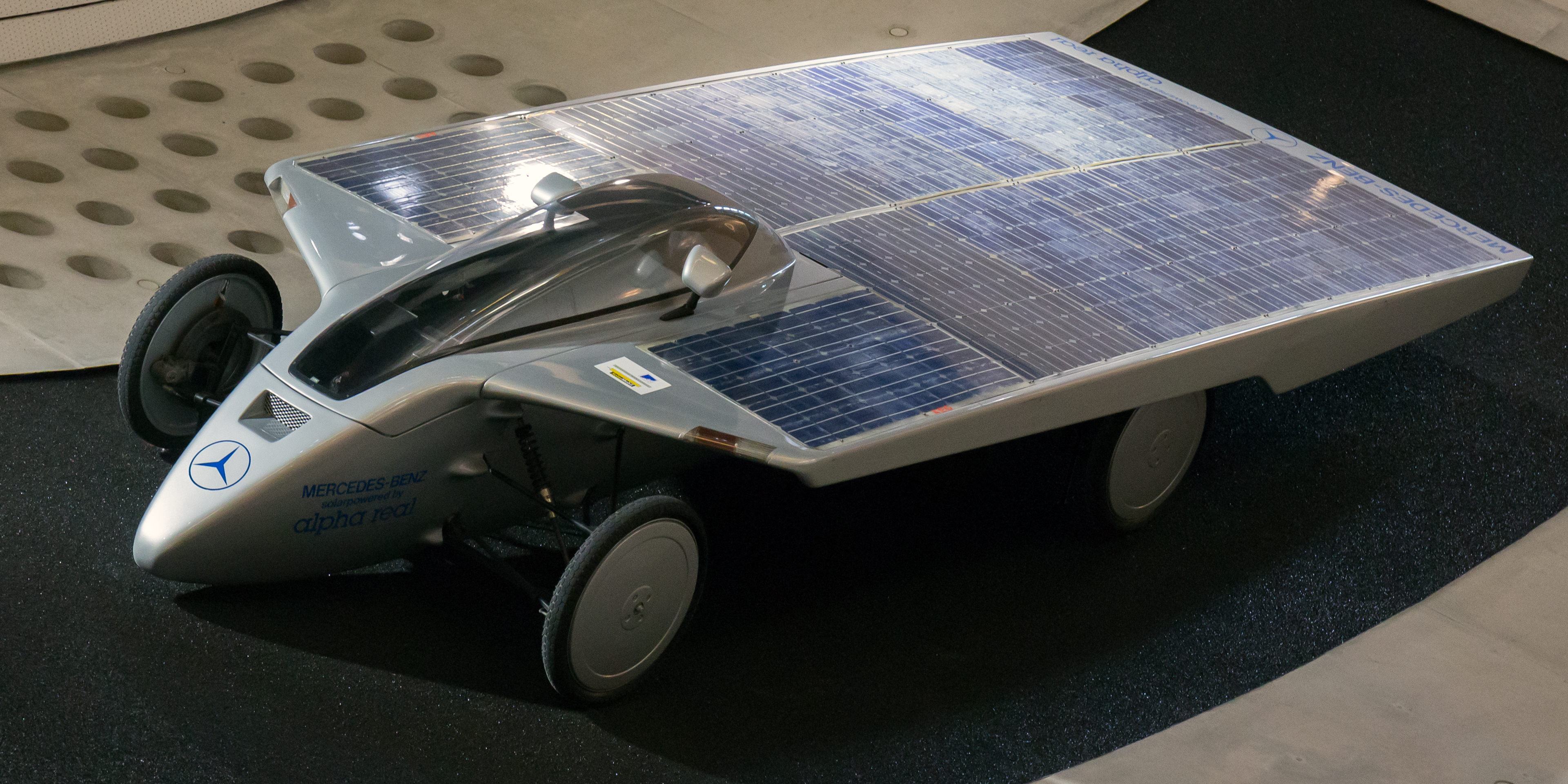
Mercedes-Benz Alpha-Real

ツール・ド・ソル(Tour de Sol)はスイスで世界で最初に開催されたソーラーカーレース。

## 概要
1985年から1993年にかけて開催された。コースは公道で一般車輛と並走して開催された。

## カテゴリー
充電池を併用して太陽光発電の電力を貯蔵するクラスと人力を併用するソーラーバイシクルのクラスがあった。

## 歴史
1985年の1月25日から30日にかけてコンスタンス湖からジュネーヴにかけて72台が参加して50台以上が完走した。アメリカでも同様の趣旨でソーラーカーによるツール・ド・ソルの名称を冠したレースが一時期開催された。主催していた財団は2002年に活動を停止した。